# Mauro Guadarrama
Mauro Guadarrama fue un futbolista mexicano. Guadarrama, fue uno de los primeros representantes de la selección de fútbol de México, donde jugó los partidos contra Guatemala, marcando 1 gol, junto a sus compañeros Adeodato López, José Díaz Izquierdo, Horacio Ortíz y Carlos Garcés.